# Blutrache in Montana
Blutrache in Montana (Originaltitel: The Showdown) ist ein US-amerikanischer Western aus dem Jahr 1950 mit Wild Bill Elliott und Walter Brennan in den Hauptrollen. Der Film wurde von Republic Pictures produziert und basiert auf dem Fortsetzungsroman Sleep All Winter von Richard Wormser und Dan Gordon, der im Juni und Juli 1949 im Magazin Esquire erschien.

## Handlung
Auf der Suche nach dem Mörder seines Bruders exhumiert Shadrach Jones eine Leiche und wird dabei von dem Cowboy Rod Main erwischt. Main erzählt ihm, dass die Leiche eines unbekannten Mannes in der Nähe des Hotels der Stadt gefunden wurde. Jones gibt sich als Texas Ranger zu erkennen, entwaffnet Main und lässt sich zu dem Pferdestall bringen, in dem sein Bruder sein Pferd untergebracht hat. Der Besitzer Indian Joe und der Stallbursche Gonzales können nicht sagen, zu welcher Zeit das Pferd von seinem Bruder abgeholt wurde. Gonzales erklärt, das Pferd wurde abgeholt, während er schlief.
In dem Hotel erfährt Jones von dem Cowboy Mike Shattay, dass der Besitzer der Circle K Ranch einen Viehtrieb zum Reservat der Blackfoot-Indianer unternehmen wird. Jones ist sich sicher, dass der Mörder seines Bruders unter den Männern des Viehtriebes zu finden ist. Im Hotel findet er im Gästebuch die Unterschrift seines Bruders, die halb weggewischt wurde. Die Angestellte Adelaide erklärt ihm, dass sein Bruder ein Zimmer genommen habe, aber schon kurze Zeit später ohne zu bezahlen gegangen sei. Auch Jones nimmt ein Zimmer und bemerkt, dass der Vorarbeiter der Circle K Ranch, Big Mart Stores, ihn von einem benachbarten Balkon aus beobachtet. Als Stores seine Waffe zieht, erschießt Jones ihn in Notwehr. Später stellt sich heraus, dass Stores ein gesuchter Mörder war.
Jones bekommt Stores Stelle als Vorarbeiter. Adelaide gesteht Jones, dass sie die Leiche seines Bruders im Zimmer gefunden habe. Indian Joe und Gonzales halfen ihr, die Leiche aus dem Hotel zu schaffen. Auf der Ranch bittet der Rancher Cap McKellar Jones, von seinem Rachezug abzulassen. Jones ist stur und es kommt zu einem Duell mit Main, der jedoch hinterrücks in den Rücken geschossen wird.
Am nächsten Tag beginnt der Viehtrieb und Jones treibt die Männer unbarmherzig an. Als einer der Männer erkrankt und stirbt, müssen die anderen ihn am Wegesrand begraben. Die Männer werden immer unzufriedener mit Jones harter Gangart. Um einen Fluss zu überqueren, verlangt er, dass sich alle ausziehen und hinüberschwimmen. Shattay weigert sich. Er zeigt Jones, dass er eine Beinprothese trägt. Jones kommt zur Einsicht, dass er Shattay vor allen anderen gedemütigt hat. McKellar gegenüber gibt er zu, seine Rachegelüste verloren zu haben. McKellar bemerkt ein verletztes Kalb und gibt ihm den Gnadenschuss. Kurz darauf gesteht er, der Mörder von Jones Bruder zu sein. Ein Bulle verletzt den Rancher schwer, der Jones bittet, ihm die gleiche Gnade zu erweisen, wie er es bei dem Kalb getan habe, und ihn von seinen Schmerzen zu erlösen. Jones lässt ihn leiden und bietet ihm lediglich Schnaps zur Linderung der Schmerzen an.

## Produktion

### Hintergrund
Gedreht wurde der Film von Mitte Dezember 1949 bis Anfang Januar 1950 in den Republic-Studios in Hollywood.

### Stab
John McCarthy Jr. und Charles S. Thompson waren für das Szenenbild zuständig, Adele Palmer für die Kostüme, Bud Westmore und Abe Haberman für das Maskenbild. Die Spezialeffekte stammten von den Brüdern Theodore und Howard Lydecker und Charles Champayne. Léo Arnaud leitete das Orchester.

## Synchronisation
| Rolle           | Schauspieler    | Synchronsprecher  |
| --------------- | --------------- | ----------------- |
| Shadrach Jones  | William Elliott | Axel Monjé        |
| Cap McKellar    | Walter Brennan  | Alfred Balthoff   |
| Adelaide        | Marie Windsor   | Gisela Trowe      |
| Rod Main        | Harry Morgan    | Ernst Schröder    |
| Cochran         | Jim Davis       | Horst Niendorf    |
| Mike Shattay    | William Ching   | Siegmar Schneider |
| Big Mart Stores | Leif Erickson   | Hans W. Hamacher  |

## Veröffentlichung
Die Premiere des Films fand am 15. August 1950 statt. In der Bundesrepublik Deutschland kam er am 16. Oktober 1951 in die Kinos.

## Rezeption
Das Lexikon des internationalen Films schrieb: „Intelligenter und recht spannender Western mit kriminalistischen Elementen.“
Die Filmzeitschrift Cinema befand: „Dem Regieteam gelang eine dichte, poetische Westernballade über Schuld und Vergebung. Fazit: Vergessene Genreperle, düster und romantisch.“